# Saison 9 de The Middle
Chronologie
Saison 8
Cet article présente la liste des épisodes de la neuvième et dernière saison de la série télévisée américaine The Middle.

## Généralités
- Aux États-Unis, cette neuvième saison a été diffusée du 3 octobre 2017 au 22 mai 2018 sur le réseau ABC.
- Au Canada elle a été diffusée 72h après la diffusion US depuis 6 octobre 2017 sur le réseau Citytv.
- Le 6 novembre 2017, ABC commande deux épisodes supplémentaire, portant la saison à 24 épisodes[1].

En France elle a été diffusée du 7 janvier 2019 au 18 janvier 2019 sur Comédie !.

## Distribution

### Acteurs principaux
- Patricia Heaton (VF : Véronique Augereau) : Frances « Frankie » Heck, la mère de la famille
- Neil Flynn (VF : Michel Vigné) : Mike Heck, le mari de Frankie, et donc le père de la famille
- Charlie McDermott (VF : Olivier Martret) : Axl Heck, le fils rebelle de la famille
- Eden Sher (VF : Olivia Luccioni) : Sue Heck, la fille étrange de la famille
- Atticus Shaffer (VF : Tom Trouffier) : Brick Heck, le plus jeune fils et le plus étrange de la famille

### Acteurs récurrents
- Daniela Bobadilla (VF : Lisa Caruso) : Lexie
- Casey Burke (VF : Clara Quilichini) : Cindy
- Jackson White (VF : Alexandre Guansé) : Aidan

### Invités
- Norm Macdonald (VF : Philippe Peythieu) : Rusty Heck
- Marsha Mason (VF : Régine Teyssot) : Pat Spence, mère de Frankie
- John Cullum (VF : Michel Ruhl) : « Big Mike » Heck, père de Mike

## Épisodes

### Épisode 1:Viva les Heck
- États-Unis : 3 octobre 2017 sur ABC[2]
- Canada : 6 octobre 2017 sur Citytv[3]
- France : 7 janvier 2019 sur Comédie+

- États-Unis : 6,21 millions de téléspectateurs[4] (première diffusion)

### Épisode 2:Ne pas nourrir les Heck
- États-Unis : 10 octobre 2017 sur ABC
- Canada : 13 octobre 2017 sur Citytv
- France : 7 janvier 2019 sur Comédie+

- États-Unis : 5,93 millions de téléspectateurs[5] (première diffusion)

### Épisode 3:La Rencontre des parents
- États-Unis : 17 octobre 2017 sur ABC
- Canada : 20 octobre 2017 sur Citytv
- France : 7 janvier 2019 sur Comédie+

- États-Unis : 5,53 millions de téléspectateurs[6] (première diffusion)

### Épisode 4:Halloween VIII: Le meurtre mystérieux d'Orson
- États-Unis : 24 octobre 2017 sur ABC
- Canada : 27 octobre 2017 sur Citytv
- France : 7 janvier 2019 sur Comédie+

- États-Unis : 5,80 millions de téléspectateurs[7] (première diffusion)

### Épisode 5:Chacun son rôle
- États-Unis : 31 octobre 2017 sur ABC
- Canada : 3 novembre 2017 sur Citytv
- France : 7 janvier 2019 sur Comédie+

- États-Unis : 5,05 millions de téléspectateurs[8] (première diffusion)

### Épisode 6:Recherche rencart désespérément
- États-Unis : 7 novembre 2017 sur ABC
- Canada : 10 novembre 2017 sur Citytv
- France : 8 janvier 2019 sur Comédie+

- États-Unis : 5,63 millions de téléspectateurs[9] (première diffusion)

### Épisode 7:Thanksgiving IX
- États-Unis : 14 novembre 2017 sur ABC
- Canada : 17 novembre 2017 sur Citytv
- France : 8 janvier 2019 sur Comédie+

- États-Unis : 5,70 millions de téléspectateurs[10] (première diffusion)

### Épisode 8:Prise de conscience
- États-Unis : 21 novembre 2017 sur ABC
- Canada : 24 novembre 2017 sur Citytv
- France : 9 janvier 2019 sur Comédie+

- États-Unis : 6,05 millions de téléspectateurs[11] (première diffusion)

### Épisode 9:Deux-cents
- États-Unis : 5 décembre 2017 sur ABC
- Canada : 8 décembre 2017 sur Citytv
- France : 9 janvier 2019 sur Comédie+

- États-Unis : 5,78 millions de téléspectateurs[12] (première diffusion)

### Épisode 10:Le Miracle de Noël
- États-Unis : 12 décembre 2017 sur ABC
- Canada : 15 décembre 2017 sur Citytv
- France : 10 janvier 2019 sur Comédie+

- États-Unis : 5,68 millions de téléspectateurs[13] (première diffusion)

### Épisode 11:Révélations du nouvel an
- États-Unis : 2 janvier 2018 sur ABC
- Canada : 5 janvier 2018 sur Citytv
- France : 10 janvier 2019 sur Comédie+

- États-Unis : 6,36 millions de téléspectateurs[14] (première diffusion)

### Épisode 12:L'Autre homme
- États-Unis : 9 janvier 2018 sur ABC
- Canada : 12 janvier 2018 sur Citytv
- France : 11 janvier 2019 sur Comédie+

- États-Unis : 5,42 millions de téléspectateurs[15] (première diffusion)

### Épisode 13:Coach de vie
- États-Unis : 16 janvier 2018 sur ABC
- Canada : 19 janvier 2018 sur Citytv
- France : 11 janvier 2019 sur Comédie+

- États-Unis : 6,13 millions de téléspectateurs[16] (première diffusion)

### Épisode 14:Les Surgelés
- États-Unis : 6 février 2018 sur ABC
- Canada : 9 février 2018 sur Citytv
- France : 14 janvier 2019 sur Comédie !

- États-Unis : 5,63 millions de téléspectateurs[17] (première diffusion)

### Épisode 15:La Cuite
- États-Unis : 27 février 2018 sur ABC
- Canada : 2 mars 2018 sur Citytv
- France : 14 janvier 2019 sur Comédie !

- États-Unis : 5,23 millions de téléspectateurs[18] (première diffusion)

### Épisode 16:La Crise de larmes
- États-Unis : 13 mars 2018 sur ABC
- Canada : 16 mars 2018 sur Citytv
- France : 15 janvier 2019 sur Comédie !

- États-Unis : 4,80 millions de téléspectateurs[19] (première diffusion)

### Épisode 17:Les Heck contre les Glossner
- États-Unis : 20 mars 2018 sur ABC
- Canada : 23 mars 2018 sur Citytv
- France : 15 janvier 2019 sur Comédie !

- États-Unis : 5,83 millions de téléspectateurs[20] (première diffusion)

### Épisode 18:Pelles interdites
- États-Unis : 3 avril 2018 sur ABC
- Canada : 6 avril 2018 sur Citytv
- France : 16 janvier 2019 sur Comédie !

- États-Unis : 8,38 millions de téléspectateurs[21] (première diffusion)

### Épisode 19:Chauve qui peut
- États-Unis : 10 avril 2018 sur ABC
- Canada : 13 avril 2018 sur Citytv
- France : 16 janvier 2019 sur Comédie !

- États-Unis : 7,52 millions de téléspectateurs[22] (première diffusion)

### Épisode 20:Le Cadeau en différé
- États-Unis : 1er mai 2018 sur ABC
- Canada : 4 mai 2018 sur Citytv
- France : 17 janvier 2019 sur Comédie !

- États-Unis : 6,15 millions de téléspectateurs[23] (première diffusion)

### Épisode 21:La Chasse d'eau royale
- États-Unis : 8 mai 2018 sur ABC
- Canada : 11 mai 2018 sur Citytv
- France : 17 janvier 2019 sur Comédie !

- États-Unis : 5,88 millions de téléspectateurs[24] (première diffusion)

### Épisode 22:Choix cornélien
- États-Unis : 15 mai 2018 sur ABC
- Canada : 18 mai 2018 sur Citytv
- France : 18 janvier 2019 sur Comédie !

- États-Unis : 6,34 millions de téléspectateurs[25] (première diffusion)

### Épisode 23:Le Grand Départ, partie 1
- États-Unis : 22 mai 2018 sur ABC
- Canada : 25 mai 2018 sur Citytv
- France : 18 janvier 2019 sur Comédie !

- États-Unis : 7,09 millions de téléspectateurs[26] (première diffusion)

### Épisode 24:Le Grand Départ, partie 2
- États-Unis : 22 mai 2018 sur ABC
- Canada : 25 mai 2018 sur Citytv
- France : 18 janvier 2019 sur Comédie !

- États-Unis : 7,09 millions de téléspectateurs[26] (première diffusion)